# La Pila de los Árboles
La Pila de los Árboles är en ort i Mexiko.   Den ligger i kommunen Acámbaro och delstaten Guanajuato, i den centrala delen av landet, 200 km väster om huvudstaden Mexico City. La Pila de los Árboles ligger 2 068 meter över havet och antalet invånare är 198.
Terrängen runt La Pila de los Árboles är kuperad, och sluttar österut. Runt La Pila de los Árboles är det ganska tätbefolkat, med 134 invånare per kvadratkilometer. Närmaste större samhälle är Acámbaro, 18,9 km öster om La Pila de los Árboles. I omgivningarna runt La Pila de los Árboles växer huvudsakligen savannskog.